# Spizaetus
Spizaetus (kuifarenden) is een geslacht van vogels uit de familie van de havikachtigen (Accipitridae). De wetenschappelijke naam van het geslacht is voor het eerst geldig gepubliceerd in 1816 door Louis Jean Pierre Vieillot. De soorten uit dit geslacht komen hoofdzakelijk in de tropen van Midden- en Zuid-Amerika. Vroeger werden meer gekuifde arenden gerekend tot dit geslacht. Moleculair genetsich onderzoek toonde aan dat de soorten uit de regenwouden uit de Oude Wereld meer verwant waren aan de soorten uit het geslacht Ictinaetus dan aan de soorten dit geslacht.
De kuifarenden uit tropisch Azië zijn nu in het geslacht Nisaetus geplaatst en  de Afrikaanse Cassins kuifarend (vroeger: Spizaetus africanus) is verplaatst naar het geslacht Aquila.
Deze Amerikaanse kuifarenden zijn slanke, middelgrote (55 tot 75 cm) roofvogels met een relatief lange staart en een kuif op de kop.  Het zijn vogels die zijn aangepast aan leefgebieden met bos, sommige aan bos in berggebieden.

## Soorten
De volgende soorten zijn bij het geslacht ingedeeld:
- Spizaetus isidori – Andeskuifarend
- Spizaetus melanoleucus – Zwart-witte kuifarend
- Spizaetus ornatus – Bonte kuifarend
- Spizaetus tyrannus – Zwarte kuifarend